# NHL Winter Classic 2014

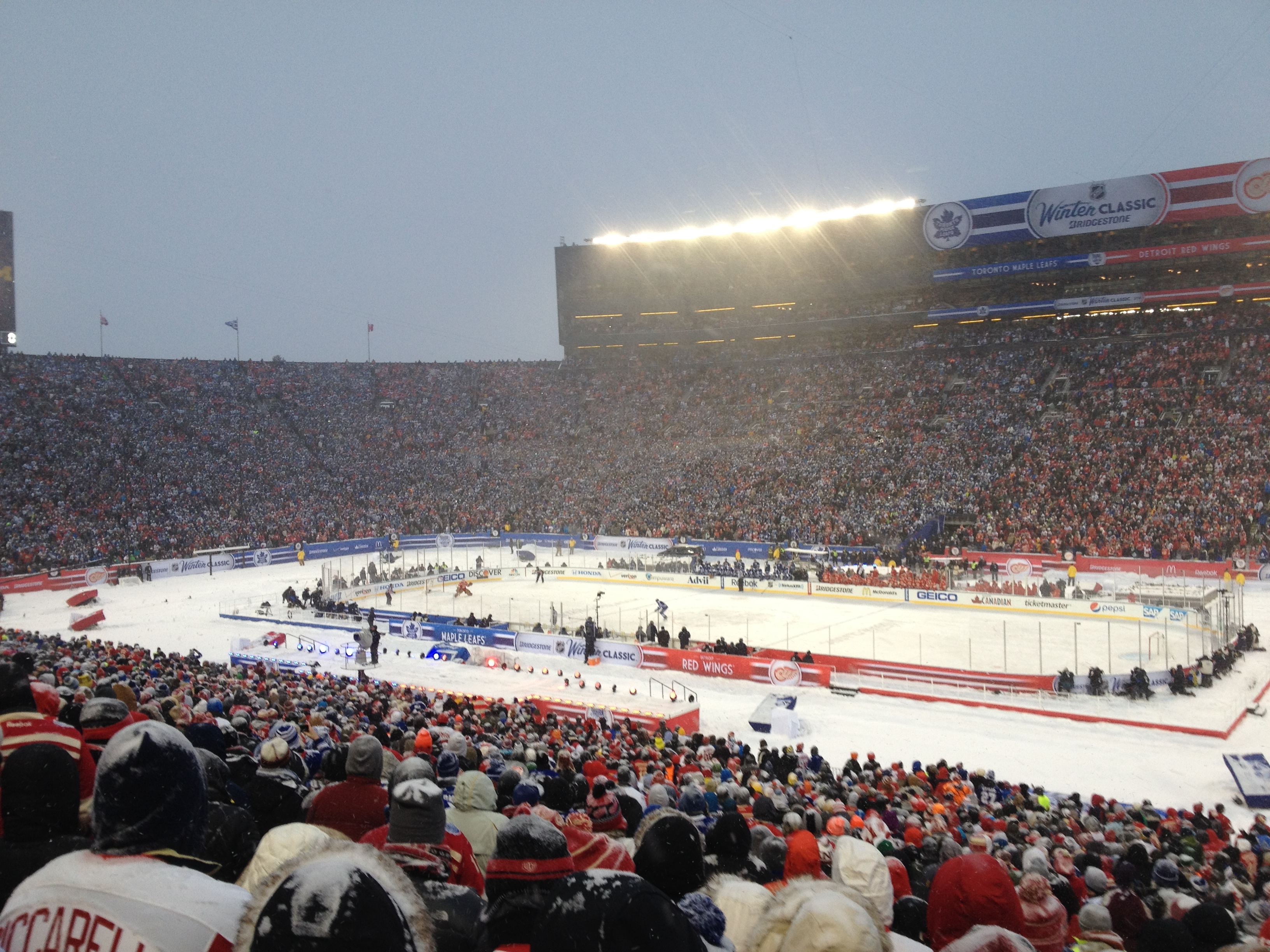
Michigan Stadium stod värd för sportarrangemanget.

NHL Winter Classic 2014 var ett sportarrangemang i den nordamerikanska ishockeyligan National Hockey League (NHL) där en grundspelsmatch spelades utomhus mellan Detroit Red Wings och Toronto Maple Leafs på Michigan Stadium i Ann Arbor, Michigan i USA den 1 januari 2014.

## Matchen

### Laguppställningarna
| Vänsterforwards       | Centrar           | Högerforwards  |
| --------------------- | ----------------- | -------------- |
| Henrik Zetterberg (C) | Pavel Datsiuk (A) | Todd Bertuzzi  |
| Daniel Alfredsson     | Justin Abdelkader | Patrick Eaves  |
| Drew Miller           | Joakim Andersson  | Tomáš Tatar    |
| Gustav Nyquist        | Luke Glendening   | Daniel Cleary  |
| Backar                |                   | Backar         |
| Niklas Kronwall (A)   |                   | Brendan Smith  |
| Kyle Quincey          |                   | Danny DeKeyser |
| Brian Lashoff         |                   | Jakub Kindl    |
|                       | Målvakter         |                |
|                       | Jimmy Howard      |                |
|                       | Petr Mrázek       |                |
|                       | Tränare           |                |
|                       | Mike Babcock      |                |

| Vänsterforwards    | Centrar           | Högerforwards     |
| ------------------ | ----------------- | ----------------- |
| James van Riemsdyk | Tyler Bozak       | Phil Kessel       |
| Mason Raymond      | Nazem Kadri       | Joffrey Lupul (A) |
| Nikolaj Kuljemin   | Jay McClement (A) | David Clarkson    |
| Jerry D'Amigo      | Peter Holland     | Colton Orr        |
| Backar             |                   | Backar            |
| Carl Gunnarsson    |                   | Dion Phaneuf (C)  |
| Cody Franson       |                   | Jake Gardiner     |
| Morgan Rielly      |                   | Paul Ranger       |
|                    | Målvakter         |                   |
|                    | Jonathan Bernier  |                   |
|                    | James Reimer      |                   |
|                    | Tränare           |                   |
|                    | Randy Carlyle     |                   |

### Resultatet
|  | 1 januari 2014 | Detroit Red Wings | 2 – 3 (Efter straffläggning) | Toronto Maple Leafs | Michigan Stadium | |
|  |                | Första perioden: · — · Andra perioden: · Daniel Alfredsson (13:14) · Assists: Zetterberg, Nyquist · Tredje perioden: · Justin Abdelkader (14:28) · Assist: Smith · Förlängning: · — · Straffläggning: · Daniel Alfredsson · Pavel Datsiuk · Tomáš Tatar · |                              | Första perioden: · — · Andra perioden: · (19:23) James van Riemsdyk · Assists: Kessel, Phaneuf · Tredje perioden: · (4:41) Tyler Bozak · Assist: Phaneuf · Förlängning: · — · Straffläggning: · James van Riemsdyk · Joffrey Lupul · Tyler Bozak · | Ann Arbor, Michigan, USA Publik: 105 491 Domare: Dan O'Halloran, Brian Pochmara Linjedomare: Scott Driscoll, Mark Shewchyk | Ann Arbor, Michigan, USA Publik: 105 491 Domare: Dan O'Halloran, Brian Pochmara Linjedomare: Scott Driscoll, Mark Shewchyk |
|  |                | |                              | | Ann Arbor, Michigan, USA Publik: 105 491 Domare: Dan O'Halloran, Brian Pochmara Linjedomare: Scott Driscoll, Mark Shewchyk | Ann Arbor, Michigan, USA Publik: 105 491 Domare: Dan O'Halloran, Brian Pochmara Linjedomare: Scott Driscoll, Mark Shewchyk |
|  |                | |                              | | Ann Arbor, Michigan, USA Publik: 105 491 Domare: Dan O'Halloran, Brian Pochmara Linjedomare: Scott Driscoll, Mark Shewchyk | Ann Arbor, Michigan, USA Publik: 105 491 Domare: Dan O'Halloran, Brian Pochmara Linjedomare: Scott Driscoll, Mark Shewchyk |

#### Matchstatistik
|                     | Detroit Red Wings | Toronto Maple Leafs |
| ------------------- | ----------------- | ------------------- |
| Powerplay           | 0/4               | 0/2                 |
| Tacklingar          | 13                | 37                  |
| Vunna tekningar (%) | 51                | 49                  |
| Blockerade skott    | 8                 | 11                  |
| Utvisningsminuter   | 4                 | 8                   |

| Period      | Detroit Red Wings | Toronto Maple Leafs |
| ----------- | ----------------- | ------------------- |
| Första      | 13                | 5                   |
| Andra       | 14                | 13                  |
| Tredje      | 14                | 6                   |
| Förlängning | 2                 | 2                   |
| Totalt      | 43                | 26                  |

#### Utvisningar
| Spelare           | Utvisning            | Utvisningsminuter | Tid             |
| Första perioden   | Första perioden      | Första perioden   | Första perioden |
| ----------------- | -------------------- | ----------------- | --------------- |
| Justin Abdelkader | Cross checking       | 2:00              | 6:39            |
| Andra perioden    |                      |                   |                 |
| Jakub Kindl       | Closing hand on puck | 2:00              | 17:23           |
| Tredje perioden   |                      |                   |                 |
| Förlängning       |                      |                   |                 |
| Källa:            |                      |                   |                 |

| Spelare                                            | Utvisning       | Utvisningsminuter | Tid             |
| Första perioden                                    | Första perioden | Första perioden   | Första perioden |
| -------------------------------------------------- | --------------- | ----------------- | --------------- |
| Joffrey Lupul                                      | Cross checking  | 2:00              | 11:04           |
| Dion Phaneuf                                       | Holding         | 2:00              | 16:21           |
| Andra perioden                                     |                 |                   |                 |
| Jay McClement                                      | Hög klubba      | 2:00              | 13:36           |
| Tredje perioden                                    |                 |                   |                 |
| James van Riemsdyk                                 | Hakning         | 2:00              | 11:45           |
| Förlängning                                        |                 |                   |                 |
| Termer: Förseelser som leder till utvisningsstraff |                 |                   |                 |

### Statistik

#### Detroit Red Wings

##### Utespelare
| Spelare           | Mål | Assist | Poäng | +/− | Utvisningsminuter | Skott | Vunna tekningar (%) | Tacklingar | Tid på isen |
| ----------------- | --- | ------ | ----- | --- | ----------------- | ----- | ------------------- | ---------- | ----------- |
| Justin Abdelkader | 1   | 0      | 1     | 0   | 2                 | 3     | —                   | 3          | 17:43       |
| Daniel Alfredsson | 1   | 0      | 1     | +1  | 0                 | 3     | —                   | 1          | 19:55       |
| Gustav Nyquist    | 0   | 1      | 1     | +1  | 0                 | 4     | —                   | 0          | 16:29       |
| Brendan Smith     | 0   | 1      | 1     | +2  | 0                 | 1     | —                   | 0          | 22:23       |
| Henrik Zetterberg | 0   | 1      | 1     | +1  | 0                 | 6     | 61                  | 0          | 23:29       |
| Joakim Andersson  | 0   | 0      | 0     | -1  | 0                 | 0     | 67                  | 0          | 10:02       |
| Todd Bertuzzi     | 0   | 0      | 0     | 0   | 0                 | 0     | —                   | 0          | 16:28       |
| Daniel Cleary     | 0   | 0      | 0     | 0   | 0                 | 3     | 25                  | 0          | 17:53       |
| Pavel Datsiuk     | 0   | 0      | 0     | 0   | 0                 | 3     | 44                  | 0          | 24:17       |
| Danny DeKeyser    | 0   | 0      | 0     | -2  | 0                 | 2     | —                   | 2          | 22:30       |
| Patrick Eaves     | 0   | 0      | 0     | 0   | 0                 | 1     | —                   | 0          | 3:00        |
| Luke Glendening   | 0   | 0      | 0     | 0   | 0                 | 2     | 45                  | 1          | 14:40       |
| Jakub Kindl       | 0   | 0      | 0     | -1  | 2                 | 2     | —                   | 2          | 16:55       |
| Niklas Kronwall   | 0   | 0      | 0     | 0   | 0                 | 1     | —                   | 0          | 23:49       |
| Brian Lashoff     | 0   | 0      | 0     | 0   | 0                 | 1     | —                   | 1          | 15:24       |
| Drew Miller       | 0   | 0      | 0     | -1  | 0                 | 6     | —                   | 2          | 13:15       |
| Kyle Quincey      | 0   | 0      | 0     | 0   | 0                 | 1     | —                   | 1          | 24:33       |
| Tomáš Tatar       | 0   | 0      | 0     | 0   | 0                 | 4     | 75                  | 0          | 13:32       |
| Källa:            |     |        |       |     |                   |       |                     |            |             |

##### Målvakt
| Spelare      | Skott mot sig | Räddningar | Insläppta mål | Räddningsprocent | Utvisningsminuter | Tid på isen |
| ------------ | ------------- | ---------- | ------------- | ---------------- | ----------------- | ----------- |
| Jimmy Howard | 26            | 24         | 2             | 0,923            | 0                 | 64:43       |
| Källa:       |               |            |               |                  |                   |             |

#### Toronto Maple Leafs

##### Utespelare
| Spelare            | Mål | Assist | Poäng | +/− | Utvisningsminuter | Skott | Vunna tekningar (%) | Tacklingar | Tid på isen |
| ------------------ | --- | ------ | ----- | --- | ----------------- | ----- | ------------------- | ---------- | ----------- |
| Dion Phaneuf       | 0   | 2      | 2     | +2  | 2                 | 1     | —                   | 2          | 28:24       |
| Tyler Bozak        | 1   | 0      | 1     | +1  | 0                 | 1     | 58                  | 2          | 23:36       |
| James van Riemsdyk | 1   | 0      | 1     | +1  | 2                 | 4     | —                   | 2          | 19:14       |
| Phil Kessel        | 0   | 1      | 1     | +1  | 0                 | 7     | —                   | 0          | 21:39       |
| David Clarkson     | 0   | 0      | 0     | 0   | 0                 | 0     | —                   | 1          | 13:54       |
| Jerry D'Amigo      | 0   | 0      | 0     | 0   | 0                 | 0     | 0                   | 2          | 8:28        |
| Cody Franson       | 0   | 0      | 0     | -2  | 0                 | 1     | —                   | 4          | 23:13       |
| Jake Gardiner      | 0   | 0      | 0     | -1  | 0                 | 3     | —                   | 3          | 22:01       |
| Carl Gunnarsson    | 0   | 0      | 0     | +2  | 0                 | 1     | —                   | 4          | 26:12       |
| Peter Holland      | 0   | 0      | 0     | 0   | 0                 | 0     | 25                  | 1          | 3:44        |
| Nazem Kadri        | 0   | 0      | 0     | -1  | 0                 | 2     | 50                  | 1          | 15:55       |
| Nikolaj Kuljemin   | 0   | 0      | 0     | 0   | 0                 | 0     | 50                  | 1          | 20:24       |
| Joffrey Lupul      | 0   | 0      | 0     | -1  | 2                 | 2     | 50                  | 3          | 16:41       |
| Jay McClement      | 0   | 0      | 0     | 0   | 2                 | 1     | 45                  | 6          | 20:20       |
| Colton Orr         | 0   | 0      | 0     | 0   | 0                 | 0     | —                   | 1          | 1:59        |
| Paul Ranger        | 0   | 0      | 0     | -1  | 0                 | 1     | —                   | 3          | 17:15       |
| Morgan Rielly      | 0   | 0      | 0     | 0   | 0                 | 1     | —                   | 1          | 13:06       |
| Mason Raymond      | 0   | 0      | 0     | -1  | 0                 | 1     | 100                 | 0          | 15:59       |
| Källa:             |     |        |       |     |                   |       |                     |            |             |

##### Målvakt
| Spelare          | Skott mot sig | Räddningar | Insläppta mål | Räddningsprocent | Utvisningsminuter | Tid på isen |
| ---------------- | ------------- | ---------- | ------------- | ---------------- | ----------------- | ----------- |
| Jonathan Bernier | 43            | 41         | 2             | 0,953            | 0                 | 64:56       |
| Källa:           |               |            |               |                  |                   |             |